# Alecto
Alecto (em grego:  Ἀληκτώ, a "implacável"), na mitologia grega, era uma das três erínias. Eternamente encolerizada, encarrega-se de castigar os delitos morais como a ira, a cólera, a soberba, etc. Tem um papel muito similar ao da deusa Nêmesis, com diferença de que se esta se ocupa do referente aos deuses e Alecto possui uma dimensão mais "terrena". Alecto é a erínia que espalha pestes e maldições. Seguia o infrator sem parar, ameaçando-o com fachos acesos, não o deixando dormir em paz. Na mitologia romana, era uma das Fúrias.

## Literatura de aventura
Na série Percy Jackson e os Olimpianos, Alecto se disfarça de professora de álgebra, sob o nome de "professora Dodds", para vigiar e descobrir se Percy é um semideus. [carece de fontes?]